# Otto von Plessen

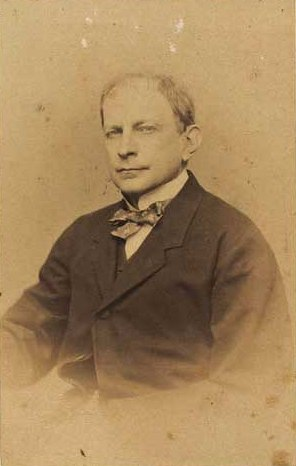
Otto von Plessen.

Otto von Plessen, född den 3 april 1816, död den 3 april 1897, var en dansk friherre och dansk-holsteinsk diplomat.
Plessen var 1841–1866 anställd vid danska delegationen i Sankt Petersburg, från 1849 som sändebud. Han hade stort inflytande hos Nikolaj I av Ryssland och Karl Robert von Nesselrode och skaffade Danmark stöd hos Ryssland, vilket betydligt stärkte landets ställning vid utbrottet av slesvig-holsteinska kriget 1848. Plessen försökte 1864 rädda den danska monarkin genom att få den ombildad till en personalunion. Ryssland gillade och Kristian IX anslöt sig till förslaget, men det föll på grund av folkopinionen. Efter Slesvig-Holsteins övergång till Tyskland valde von Plessen danskt medborgarskap.